# Ophiarachnella honorata
Ophiarachnella honorata är en ormstjärneart som först beskrevs av Jean Baptiste François René Koehler 1904.  Ophiarachnella honorata ingår i släktet Ophiarachnella och familjen Ophiodermatidae. Inga underarter finns listade i Catalogue of Life.